# John Whetton
John H. Whetton (ur. 6 września 1941 w Mansfield) – brytyjski lekkoatleta średniodystansowiec, mistrz Europy.
Specjalizował się w biegu na 1500 metrów oraz na 1 milę. Szczególne dużo sukcesów odnosił w hali, choć ukoronowaniem jego kariery był tytuł mistrza Europy na otwartym stadionie.
Zwyciężył w biegu na 1500 metrów na uniwersjadzie w 1963 w Porto Alegre. 
Na igrzyskach olimpijskich w 1964 w Tokio zajął 8. miejsce w finale biegu na 1500 metrów. Zwyciężył w tej konkurencji podczas pierwszych europejskich igrzysk halowych w 1966 w Dortmundzie. Powtórzył ten sukces w dwóch kolejnych latach na EIH w 1967 w Pradze i EIH w 1968 w Madrycie. Na igrzyskach olimpijskich w 1968 w Meksyku zajął 5. miejsce na 1500 metrów.
Zwyciężył na w biegu 1500 metrów na mistrzostwach Europy w 1969 w Atenach. Na igrzyskach Brytyjskiej Wspólnoty Narodów w 1970 w Edynburgu zajął 5. miejsce w tej konkurencji.
Whetton był mistrzem Wielkiej Brytanii (AAA) w biegu na 1 milę w 1968, a wicemistrzem w 1967 na milę i w 1969 na 1500 m. W hali był mistrzem AAA na milę w latach 1963-1968 i na 1500 m w 1969.

## Rekordy życiowe
| Konkurencja                | Data i miejsce          | Wynik   |
| -------------------------- | ----------------------- | ------- |
| bieg na 1000 metrów        | 6 września 1969, Londyn | 2:19,7  |
| bieg na 1500 metrów        | 20 września 1969, Ateny | 3:39,45 |
| bieg na 1500 metrów (hala) | 27 marca 1966, Dortmund | 3:43,8  |
| bieg na milę               | 3 lipca 1965, Londyn    | 3:57,68 |